# Aristogíton de Tebes
Aristogíton de Tebes (en grec antic: Ἀριστογείτων -ονος 'Aristogeíton') (en llatí: Aristogeiton) va ser un escultor grec nascut a Tebes.
Juntament amb Hipatodor, va esculpir estàtues dels herois argius i tebans per commemorar la seva victòria aliats a Atenes contra els espartans a Ènoe, a Argòlida, i que es van col·locar al temple d'Apol·lo a Delfos, victòria que probablement va tenir lloc cap a l'any 420 aC, segons diu Pausànias, i segurament només va ser una escaramussa de després del tractat entre els atenesos i els argius que va provocar Alcibíades. Una estàtua d'un guanyador dels jocs Pitis natural d'Orcomen, també va ser obra seva i d'Hipatodor. Segons aquesta segona estàtua, Plini el Vell fixa la seva època cap a l'Olimpíada 102, però a l'Olimpíada 104 la ciutat d'Orcomen ja havia estat destruïda pels tebans.